# Комунікативне викладання мови
Комунікативне викладання мови або Комунікативний підхід (від англійської communicate) – інтерактивний метод вивчення іноземних мов, метою якого є оволодіння навичками розмовної мови та сприйняттям її на слух. На відміну від традиційних методів, які надають перевагу граматичній компетенції, комунікативний підхід спрямований на формування комунікативної компетенції, тому спілкування є водночас як кінцевою метою вивчення мови, так і засобом її досягнення.
Суть комунікативного викладання полягає в тому, що учасники групи зосереджуються власне на живому спілкуванні. За допомогою різноманітних розмовних практик (англійською oral activities) вони постійно взаємодіють між собою та викладачем, навчаючись висловлювати свої думки та розуміти співрозмовника. При цьому викладач водночас повинен бути як рівноправним членом групи, так і її лідером, який скеровує процес навчання у правильне русло.
Комунікативний підхід до викладання іноземної мови часто стає об’єктом критики через те, що він спонукає студентів робити помилки, особливо граматичні. Причина цих помилок є двозначною. По-перше, це те, що студента вчив викладач, який вірить, що випадкові помилки граматики чи вимови не мають ніякого значення. По-друге, – студент може бути залученим у мовленнєву ситуацію, до якої він не був підготовленим, і, намагаючись реалізувати її, робить помилки. Саме цей факт показує наше відношення і нашу реакцію на ці помилки [G. Widdowson. – P. 82; G.J. Brumfit].
Комунікативний напрям розвивається паралельно з розвитком комунікативної лінгвістики, соціальної психології та соціології на основі одержання досвіду у навчальному процесі, що дає можливість і далі досліджувати це питання.
Світова практика викладання англійської мови як іноземної, що є мовою міжнародного спілкування, свідчить про значний внесок комунікативного напряму у вирішення соціального замовлення світової співдружності: забезпечити спілкування усіх її членів “на рівних правах”.
Практика і навчання визначають еволюцію поглядів і пошук поєднання комунікативності з власне тренувальними вправами, рух “від мови до спілкування” і “від спілкування до мови”.
Цікавий факт: сама того не знаючи, кожна людина у світі вивчала рідну мову завдяки комунікативному підходу, тому що при народжені, дитина не вміє розмовляти жодною мовою. І вона навіть не уявляє собі, як її вчити, або яку мову їй легше буде опанувати. Спочатку вона запам'ятовує різні звуки та їх комбінації, згодом намагається їх відтворити в певному порядку, складаючи у слова, які вона асоціює з певними предметами та діями. Звісно, з дорослими все трохи складніше.

## Історія
Комунікативний підхід зародився у 60-70 роках ХХ століття у Великобританії, коли англійська мова почала набувати статусу мови міжнародного спілкування. Важко визначити конкретні джерела, адже чинні методики навчання, як правило, впливають на наступні. Виявилось, що популярні на той час граматико-перекладний та аудіо-лінгвальний методи більше не задовольняли ні педагогів, ні їх учнів. Останні потребували не стільки системних знань про мову, як швидкого набуття умінь її використання у повсякденному спілкуванні. Тож класичні методи навчання, які базувалися на вивченні граматичних структур та заучуванні напам’ять діалогів та текстів, поступилися місцем комунікативно-орієнтованому підходу у викладанні іноземних мов. 􏰩􏰎􏰔􏰚􏰐􏰏􏰕 􏱈􏰔􏰑􏰍􏰑􏰟
На ґрунті методичних досліджень, які провели британські лінгвісти Х.Стерн, М.Халлідей та американські соціолінгвісти Д.Хаймс, С.Савінгтон, було сформовано комунікативний підхід як специфічна комплексна дидактико-методична система.
Дещо пізніше, в 60-х роках, згідно з рішенням Ради Європи, було здійснено низку заходів, спрямованих на розробку програми інтенсифікації навчання іноземних мов на континенті. У 1971 році, група експертів вивчила можливості створення системи навчання вивчення іноземним мовам дорослих. Це стало відправним пунктом цілої серії досліджень, спрямованих на розробку концепції, яка могла б сфокусувати увагу на формуванні та розвитку здатності спілкуватися іноземною мовою. В результаті сформувалися ідеї розробки порогових рівнів як специфічних цілей опанування іноземною мовою. Те, що з початку призначалося для дорослих учнів, було згодом адаптоване до цілей і змісту навчання в школі та в інших навчальних закладах. У 1982 році результати проведених досліджень були викладені  в документі "Modern languages: 1971-81". Це дозволило значно розширити можливості практичного використання комунікативного методу.

## Основна мета комунікативного підходу
Основною метою комунікативного підходу є формування комунікативної компетенції в тих, хто вивчає іноземну мову.
Концепцію комунікативної компетенції розробив Dell Hymes в середині 60-х років минулого століття. У 80-90х роках комунікативний підхід у вивченні іноземних мов набув широкої популярності та поступово почав витісняти традиційний підхід, в якому перевага надавалась формуванню граматичної компетенції.
Комунікативна компетенція включає в себе:
- відсутність мовного бар'єру та страху спілкування
- вміння висловлювати свої думки без попередньої підготовки
- здатність доносити будь-яку інформацію співрозмовнику, незважаючи на обмеженість лексичної чи граматичної бази
- розуміння, яку саме мовленнєву конструкцію, коли і як необхідно вжити
- здатність сприймати мову на слух та розуміти співбесідника, відрізняючи при цьому, наприклад, формальне мовлення від неформального

## Основні принципи, на яких базується комунікативний підхід
- Принцип мовленнєвої спрямованості: навчання спрямовується власне на спілкування, яке можливе лише за умови постійного практичного використання мови в ситуаціях, наближених до реальних.
- Принцип інтерактивності: навчання відбувається в групах у постійній взаємодії між учасниками, що спонукає їх до спілкування, породжує конкуренцію та підвищує мотивацію до успішного оволодіння іноземною мовою.
- Принцип індивідуалізації: кожна людина має свої індивідуальні особливості, які можуть впливати на її комунікативні навички й успішність оволодіння іноземною мовою. Ці особливості мають бути враховані в процесі навчання.
- Принцип функціональності: граматичні конструкції та мовленнєві засоби подаються насамперед з точки зору їх практичного використання в мові.
- Принцип контекстуальної обумовленості (ситуативності): застосування мовленнєвих засобів відбуваються ситуативно, в межах певного контексту, що дозволяє зрозуміти або здогадатись значення невідомого слова або ж цілої фрази.
- Принцип новизни: формування нових мовленнєвих навичок (напр., правильне вживання граматичної конструкції, перефразовування, комбінування і т. д.) відбувається за допомогою вже набутих знань та умінь.

## Засоби реалізації комунікативного викладання
Найпоширенішими засобами реалізації комунікативного викладання іноземних мов є постійні розмовні практики (англійською oral activities) на заняттях у вигляді інтерактивних вправ, таких як:
- дискусії: групові обговорення актуальних повсякденних тем та реальних проблемних ситуацій, які зацікавлюють слухачів, спонукають їх до обговорень та пошуку компромісних рішень
- драматизація або імітаційно-рольові ігри: імітація та обігравання різноманітних ситуацій, що максимально наближені до реального життя, в яких учасники виконують соціальні ролі відповідно до імітованих ситуацій. Наприклад: на шопінгу (продавець/покупець), в банку (оператор/клієнт), на прийомі в лікаря (лікар/хворий), на митниці (митник/пасажир), під час розслідування злочину (полісмен/свідок/підозрюваний) та ін.
- монологи: описання, спогади, розповіді, доповіді та ін.
- діалоги або полілоги: інтерв'ю, робота в парах або командах
- гейміфікація - один з основних видів застосування ігор в освіті, де використовуються елементи гри в неігровій діяльності. Гра легко занурює в стан потоку,  бо всі ми любимо перевтілення, в іграх проявляється прогрес та право на помилку і це вмикає мотивацію. Приклади ігор для застосування у комунікативному методі: Tell me about me (Розкажи мені про мене), Make the rules (Прописуємо правила), Words and pictures (Слова і малюнки), MadChef (Божевільний кухар), My Life in Ten Pictures (10 малюнків про моє життя), Celebrities – (Знаменитості) та ін[4]. Командні ігри та конкурси, які породжують конкуренцію та мобілізують учасників: "Хто Я?", "Так/Ні-запитання", "Зіпсований телефон", відгадування кросвордів, квестів та загадок і т. п.

## Роль викладача при вивченні мов за комунікативним підходом
У вивченні іноземних мов за комунікативним підходом значну роль відіграє особистість викладача. Комунікативне викладання передбачає наявність у викладача певних психологічних якостей, найважливішою з яких є здатність створити невимушену атмосферу, в якій учасники групи позбавляються своєї сором’язливості та страху зробити помилку. Під час проведення інтерактивних вправ викладач залишається учасником комунікативного процесу, що передбачає багато взаємодії з викладачем, або між студентами на груповому занятті, одночасно виконуючи контролюючу функцію – слідкуючи за тим, щоб слухачі:
- уникали вживання рідної мови
- практикували застосування нового матеріалу в розмовній мові
- вчились пояснювати невідомі слова за допомогою вже відомих
- намагались правильно будувати речення іноземною мовою
- залучали до спілкування по можливості більшість членів групи
- рівномірно розподіляли ефірний час для кожного учасника
- максимально проявляли свої творчі здібності

Він полегшує навчання студента, залучаючи його до ситуації на зразок «студент-студент» у вищому ступені, ніж до ситуації «викладач-студент». Для полегшення роботи студентів викладач має виконувати багато ролей. Наприклад, він є менеджером різних видів діяльності в навчальній аудиторії. Ця роль передбачає побудову ситуацій, зручних для спілкування. Під час роботи викладач працює як радник, відповідаючи на запитання студентів і скеровуючи їхню роботу. З іншого боку, викладач може бути співрозмовником та учасником процесу навчання разом зі студентами. Загалом роль викладача за цих умов менш домінувальна, що йому дає змогу не бути в центрі уваги безпосередньо під час роботи, у той час як студенти можуть відчути себе повноцінними учасниками спілкування.

## Відмінності комунікативного викладання від традиційних методів
- Комунікативний підхід орієнтований на розвиток комунікативної компетенції, тому більшість часу на заняттях приділяється різноманітним розмовним практикам, які залучають слухачів до спілкування, тоді як на традиційних заняттях надається перевага розвитку граматичної компетенції, тому багато часу приділяється письмовим вправам, правопису, перекладам та переказам.
- За один курс навчання за комунікативним підходом опрацьовуються всі найуживаніші в розмовній мові граматичні конструкції з навичками їх практичного використання заради створення в слухачів загальної системи базової граматики. В традиційних методиках кожен рівень дозволяє опанувати лише певну частину граматичної бази.
- Комунікативне викладання мови передбачає максимально доступне подання граматики з метою чіткого розуміння слухачами, яку саме конструкцію і чому слід вживати в тому чи іншому випадку, в той час як традиційні методики надають перевагу вивченню граматичних правил.
- У процесі навчання за комунікативним підходом головним є не викладач чи вчитель, а кожний учасник групи. Викладач виконує роль учасника процесу, партнера та порадника, створюючи невимушену атмосферу на заняттях та контролюючи процес.
- Комунікативні заняття є гнучкими: їх хід залежить від учасників групи, їх мотивації, емоційних реакцій та зацікавленості тою чи іншою темою.
- Комунікативний підхід не вимагає наявності друкованих підручників, акцентуючи увагу на активній взаємодії між учасниками групи та викладачем.

## Переваги та недоліки комунікативного підходу
Безумовною перевагою вивчення мови за комунікативним підходом є подолання страху перед живим спілкуванням цією мовою. Саме комунікативний підхід допомагає вирішити наступні проблеми:
- формування комунікативної компетенції
- подолання мовного бар'єру і страху спілкування
- розвиток усного мовлення та його поступове прискорення
- первинна соціалізація в іншомовному середовищі, де спілкування рідною мовою зводиться майже до "0"
- заняття мають менш формальну структуру

Комунікативний підхід є ефективним як на початковому етапі засвоєння загальної системи базової граматики та формування навичок розмовної мови, так і на етапі їх вдосконалення.
Проте, комунікативний підхід не є досконалим, оскільки:
- в першу чергу орієнтований на розвиток мовленнєвих навичок, виділяючи правопису другорядне значення
- не має на меті значного збагачення словникового запасу
- допускає наявність незначних граматичних помилок, які не міняють загального змісту
- менше уваги приділяється граматиці та складній лексиці
- не завжди є ефективним для інтровертів через їхню замкнутість в собі і прагнення уникати спілкування навіть рідною мовою

## Впровадження комунікативного підходу в навчальних закладах
Сучасні тенденції в курсі викладання іноземної мови у навчальних закладах передбачають передусім впровадження та реалізацію комунікативного підходу, що сприяє його широкому розповсюдженню. Дедалі більше комунікативне викладання втілюється в навчальних закладах, що спеціалізуються на вивченні мов. Заклади, які завжди використовували традиційні методи, поступово доповнюють їх інтерактивними. Деякі навчальні заклади намагаються комбінувати традиційні методики з комунікативним підходом.
Окремі заклади розробляють та впроваджують власні методики, які повністю базуються на комунікативному підході. Зазвичай це приватні курси, які спеціалізуються на вивченні однієї мови (напр., англійської або німецької) та спрямовані насамперед на розвиток і вдосконалення розмовної мови.
Формується характерна тенденція до посилення комунікативної спрямованості навчального процесу, його наближення до реального процесу спілкування. Отже, методичним змістом сучасного уроку іноземної мови має бути комунікативність.
У процесі навчання за комунікативним методом учні набувають комунікативної компетенції – здатності користуватись мовою залежно від конкретної ситуації. Вони навчаються комунікації у процесі самої комунікації. З самого початку учні оволодівають усіма чотирма видами мовленнєвої діяльності на понадфразовому і текстовому рівнях при обмеженому використанні рідної мови. Об’єктом оцінки є не тільки правильність, але й швидкість усного мовлення та читання.
Для досягнення комунікативної компетенції – комунікативних вмінь, сформованих на основі мовних знань і навичок – викладач іноземної мови використовує новітні методи навчання, що поєднують комунікативні та пізнавальні цілі. Інноваційні методи навчання іноземних мов, які базуються на гуманістичному підході, спрямовані на розвиток і самовдосконалення особистості, на розкриття її резервних можливостей і творчого потенціалу, створюють передумови для ефективного поліпшення навчального процесу у вищих навчальних закладах.

## Критика
Хоча CLT (Communicative language teaching - комунікативне навчання мови, або communicative approach - комунікативний підхід) був надзвичайно впливовим у сфері викладання мови, він не є загальновизнаним і піддається значній критиці.
У своїй критиці CLT Майкл Свон (Michael Swan - автор навчальних та довідкових матеріалів з англійської мови ) розглядає як теоретичні, так і практичні проблеми CLT. Він зазначає, що комунікативний підхід не є цілком цілісним предметом, але теоретичне розуміння (лінгвістами) і практичне розуміння (вчителями мови) сильно відрізняються. Критика теорії комунікативного підходу заснована на тому, що методика робить більший акцент на користі розмовної мови, ігноруючи при цьому складну лексику та граматику, використовує велику кількість заплутаної лексики та передбачає знання, які переважно не є специфічними для мови (такі як здатність робити припущення та здогадки).  Він припускає, що ці теоретичні проблеми призводять до плутанини у застосуванні методів комунікативного підходу.
Де плутанина у застосуванні методів CLT легко очевидна, це в умовах класу. Свон припускає, що методи CLT часто пропонують пріоритет «функції» мови (те, що можна зробити зі знаннями мови, якими ви володієте) над «структурою» мови (граматичними системами мови).  Такий пріоритет може залишити учнів із серйозними прогалинами у знаннях формальних аспектів їхньої цільової мови. Свон також припускає, що під час застосування методів комунікативного навчання, знання якими студент може вже володіти, не цінуються та не використовуються в методах навчання.
Подальшу критику комунікативних методів у навчанні в класі можна віднести до Елейн Рідж. Одне з її критичних зауважень полягає в тому, що він хибно стверджує, начебто існує загальний консенсус щодо визначення комунікативної компетентності, якій сприяє комунікативне навчання мови. Оскільки такого консенсусу нема, студенти можуть вважатися такими, що володіють «комунікативною компетенцією», не маючи можливості повноцінно або навіть адекватно використовувати мову. Те, що люди добре володіють мовою, не обов’язково означає, що вони можуть повною мірою використовувати цю мову, що може обмежити потенціал особи з цією мовою, особливо якщо ця мова є мовою, що перебуває під загрозою зникнення.
Рідж також зазначає, що комунікативне навчання має неконкретні вимоги до своїх викладачів, оскільки немає абсолютно стандартного визначення того, що таке комунікативний метод, що особливо вірно для викладання граматики, формальних правил, які регулюють стандартизовану версію відповідної мови. Деякі критики припускають, що метод не робить достатнього акценту на вивчення граматики й натомість дозволяє студентам вимовляти висловлювання, попри те, що вони граматично неправильні, якщо співрозмовник може отримати від них певний сенс.
Критика комунікативного викладення мови Стівеном Баксом, пов’язана з контекстом його впровадження. Бакс стверджує, що багато дослідників пов’язують використання техніки CLT із сучасністю. Таким чином, ці дослідники вважають вчителів або шкільні системи, які не використовують новітні комунікативні методи, застарілими та пропонують їхнім учням вивчати мову, попри відсутність науково доведеної ефективності технік комунікативного навчання, ніби комунікативний метод єдина можливість вивчення мови, і кожен, хто не вміє застосовувати його техніку, є неосвіченим і не може навчати цільової мови.
Проблемам застосування в навчальному процесі інтерактивних методик присвячені роботи О. Пометун, Л. Пироженко, Г. Сиротенко та ін. Також, фахівці заявляють і про інші проблеми під час застосування асоціативного навчання. Так людмила Гусак в своїй монографії, серед іншого акцентує увагу недостатньості досліджень цього питання: "Проте, на нашу думку, спрямованість наукових досліджень на розвиток асоціативної природи пізнання в процесі навчання іноземних мов молодших школярів досліджена недостатньо. Варто зазначити, що у вітчизняній психолого-педагогічній науці та в педагогічних працях, створених на пострадянському просторі, у дисертаційних роботах, монографічних працях й окремих статтях питання застосування асоціативного навчання та асоціативної технології в цілому, асоціативних методів навчання розглянуті недостатньо".